# Liste der Kulturgüter in Brig-Glis
Die Liste der Kulturgüter in Brig-Glis enthält alle Objekte in der Gemeinde Brig-Glis im Kanton Wallis, die gemäss der Haager Konvention zum Schutz von Kulturgut bei bewaffneten Konflikten, dem Bundesgesetz vom 20. Juni 2014 über den Schutz der Kulturgüter bei bewaffneten Konflikten sowie der Verordnung vom 29. Oktober 2014 über den Schutz der Kulturgüter bei bewaffneten Konflikten unter Schutz stehen.
Objekte der Kategorien A und B sind vollständig in der Liste enthalten, Objekte der Kategorie C fehlen zurzeit (Stand: 1. Januar 2023).

## Kulturgüter
| Foto |                                                                                                 | Objekt                                                                                | Kat. | Typ | Standort                               | Beschreibung                                                                          |
| ---- | ----------------------------------------------------------------------------------------------- | ------------------------------------------------------------------------------------- | ---- | --- | -------------------------------------- | ------------------------------------------------------------------------------------- |
| ja   | Datei hochladen · Wikidata zu Gamsenmauer, mittelalterliche Talsperre (Q29527675)               | Gamsenmauer, mittelalterliche Talsperre KGS-Nr.: 06659                                | A    | F   | Gamsen, Sandweg 639240 / 127998        |                                                                                       |
| ja   | Datei hochladen · Wikidata zu Kirche Mariä Himmelfahrt mit Beinhaus (Q29527683)                 | Kirche Mariä Himmelfahrt mit Beinhaus KGS-Nr.: 06660                                  | A    | G   | Dorfplatz 641551 / 128949              |                                                                                       |
| ja   | Datei hochladen · Wikidata zu Alter und neuer Stockalperpalast (Q390656)                        | Alter und neuer Stockalperpalast KGS-Nr.: 06661                                       | A    | G   | Alte Simplonstrasse 28 642523 / 129460 |                                                                                       |
| ja   | Datei hochladen · Wikidata zu Bahnhof Brig (Q2082964)                                           | Bahnhof Brig KGS-Nr.: 06663                                                           | B    | G   | Bahnhofplatz 1 642331 / 129909         |                                                                                       |
| BW   | Datei hochladen · Wikidata zu Jungsteinzeitliches Gräberfeld (Q29891952)                        | Grundbiel, jungsteinzeitliches Gräberfeld KGS-Nr.: 06666                              | B    | F   | 640499 / 128799                        |                                                                                       |
| ja   | Datei hochladen · Wikidata zu Haus Fernanda von Stockalper (Q29891955)                          | Haus Fernanda von Stockalper KGS-Nr.: 06667                                           | B    | G   | Alte Simplonstrasse 39 642553 / 129480 |                                                                                       |
| ja   | Datei hochladen · Wikidata zu Kapelle St. Antonius Eremita (Q29891956)                          | Kapelle St. Antonius Eremita KGS-Nr.: 06668                                           | B    | G   | Alte Simplonstrasse 642626 / 129380    |                                                                                       |
| ja   | Datei hochladen · Wikidata zu St. Sebastianskapelle (Q29891958)                                 | Kapelle St. Sebastian KGS-Nr.: 06669                                                  | B    | G   | Sebastiansplatz 642307 / 129578        |                                                                                       |
| ja   | Datei hochladen · Wikidata zu Kollegiumskirche Spiritus Sanctus mit altem Kollegium (Q29891960) | Kollegiumskirche Spiritus Sanctus mit altem Kollegium KGS-Nr.: 06670                  | B    | G   | Kollegiumsplatz 642649 / 129490        |                                                                                       |
| BW   | Datei hochladen · Wikidata zu Ringmauer und "Scheune" (Q29891961)                               | Ringmauer und Scheune KGS-Nr.: 06671                                                  | B    | G   | Termerweg 642757 / 129526              |                                                                                       |
| BW   | Datei hochladen · Wikidata zu Sammlung Arnold Perren (Ethnographie) (Q29891963)                 | Sammlung Arnold Perren (Ethnografie) KGS-Nr.: 06672                                   | B    | S   | Stadtplatz 642309 / 129610             |                                                                                       |
| BW   | Datei hochladen                                                                                 | Kloster St. Ursula, Klosterkirche Hl. Dreifaltigkeit und Metziltenturm KGS-Nr.: 06953 | B    | G   | Alte Simplonstrasse 38 642668 / 129350 |                                                                                       |
| BW   | Datei hochladen                                                                                 | Institut St. Ursula KGS-Nr.: 06968                                                    | B    | G   | Alte Simplonstrasse 42 642725 / 129230 |                                                                                       |
| ja   | Datei hochladen · Wikidata zu Kirche und Pfarrhaus (Q131256345)                                 | Kirche und Pfarrhaus KGS-Nr.: 07074                                                   | B    | G   | Alte Simplonstrasse 13 642422 / 129611 |                                                                                       |
| BW   | Datei hochladen                                                                                 | Schloss und Stallscheune «i de Matteni» KGS-Nr.: 07075                                | B    | G   | Bachstrasse 65 643251 / 129492         |                                                                                       |
| BW   | Datei hochladen                                                                                 | Haus Wegener KGS-Nr.: 07085                                                           | B    | G   | Kirchgasse 642581 / 129387             |                                                                                       |
| BW   | Datei hochladen                                                                                 | Atelier und Wohnhaus Wenger KGS-Nr.: 7111                                             | B    | G   | Furkastrasse 5–7 642251 / 129659       |                                                                                       |
| BW   | Datei hochladen · Wikidata zu Kollegium Brig (Q644230)                                          | Kollegium, Scheune und Umgebungsmauer KGS-Nr.: 07123                                  | B    | G   | Kollegiumsplatz 12 642816 / 129496     |                                                                                       |
| BW   | Datei hochladen · Wikidata zu Forschungsinstitut zur Geschichte des Alpenraums (Q27479894)      | Forschungsinstitut zur Geschichte des Alpenraums KGS-Nr.: 10598                       | B    | S   | Alte Simplonstrasse 28 642516 / 129463 | vormals Stockalperarchiv Brig und Archiv des Geschichtsforschenden Vereins Oberwallis |
| BW   | Datei hochladen · Wikidata zu Museum Stockalperschloss (Q27479889)                              | Museum Stockalperschloss KGS-Nr.: 13912                                               | B    | S   | Alte Simplonstrasse 39 642519 / 129467 |                                                                                       |